# Гаватович, Якуб
Якуб Гавато́вич (Гават; арм. Հակոբ Գավաթովիչ, Գավաթ, пол. Iacob Gawatthowic; 17 марта 1598, Львов — 17 июня 1679, там же) — польско-украинский писатель, церковный и культурно-образовательный деятель, переводчик.

## Биография
Родился во Львове в армянской мещанской семье. Образование получил во львовских школах и Ягеллонском университете в Кракове. Затем учительствовал в Каменке-Струмиловой (ныне г. Каменка-Бугская), был ксёндзом в г. Бережаны. Принял монашество под именем Гават. С 1628 проживал в с. Вижняны (ныне село Золочевского района Львовской области).
В 1655 году во время осады Львова казацким войском принимал участие в переговорах с Б. Хмельницким. С 1669 года поселился во Львове.
Сыграл большую роль в спасении города во время осады Львова турками в 1672 году. При приближении турок из города бежала бо́льшая часть жителей, даже городские консулы, кроме бургомистра, поэта Ю. Зиморовича. Остался и Гаватович, в городе оставались одни бедные и больные. Якуб Гаватович был в то время администратором архидиоцезии (архиепископства) и ревностно занялся освобождением города, отслужил церковную службу, а главное — собирал золото и серебро на выкуп. 1 октября 1672 он добровольно пошëл в турецкий лагерь, чтобы согласовать с турецким командованием величину выкупа. Паша добивался 80 000 дукатов, и эту сумму Гаватович собрал с большим трудом. От себя выдал с костельного добра бочку серебра. Таким образом Львов тогда был спасён.

## Произведения

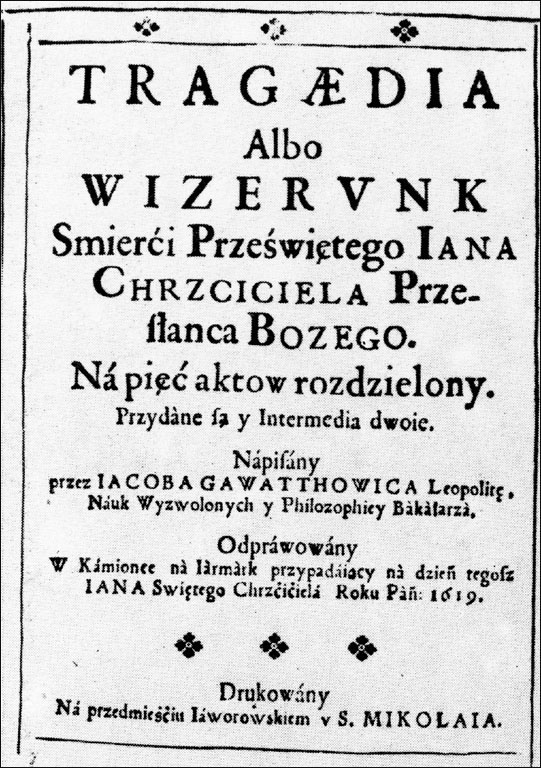
Якуб Гаватович. «Трагедия, или Образ смерти пресвятого Иоанна Крестителя, посланца Божьего». 1619 год

Гаватович — автор многих проповедей и стихотворных произведений на польском языке, в частности:
- «Проповеди» (1629),
- «Школа терпения» (1640),
- «Зеркало духовной любви» (1645) и др.

Якубу Гаватовичу принадлежит авторство первых драматических сцен, которые дошли до нашего времени, написанных народным украинским языком. В 1619 в Каменке-Струмиловой на ярмарке в день почитания памяти Иоанна Крестителя была впервые поставлена стихотворная пятиактная драма Гаватовича по новозаветному сюжету «Трагедия, или Образ смерти пресвятого Иоанна Крестителя, посланца Божьего», после 2-го и 3-го актов актёры сыграли две его интермедии на украинском языке «О коте в мешке» и «Лучший сон». В них были представлены народные типажи простоватого и хитрого человека, присутствует много деталей украинского быта. С этих интермедий начинается история украинской комедии. Текст «Трагедии …» в том же году был издан польским печатником Яном Шелигой.
Написал и перевëл с латинского ряд теологических сочинений.